# Dorpsbos (Wijnaldum)
Het dorpsbos  van Wijnaldum in de Nederlandse provincie Friesland is een zogenaamd ruilverkavelingsbos, aangelegd op restgrond. Het bos werd na de ruilverkaveling in de jaren zeventig van de 20e eeuw aangelegd op de plaats waar de terp van Wijnaldum eerder was afgegraven.
Het bos ligt ten noorden van de Buorren in Wijnaldum en ligt beduidend lager dan deze straat. Het dorpsbos bestaat grotendeels uit essen. Er wordt in samenwerking met Staatsbosbeheer getracht de diversiteit te vergroten. Midden in het bos bevindt zich een poel. Van de Buorren loopt het door de bewoners van Wijnaldum aangelegde Flusterpaed dwars door het bos om de poel naar het Fiskerspaed aan de oostzijde. Langs het Fiskerspaed is aan de rand van het bos een uitkijktoren van cortenstaal gebouwd, op de hoogte van de voormalige terp. De toren is ontworpen door de architecte Nynke-Rixt Jukema. In de toren bevindt zich een kunstwerk, in de vorm van een reliëfmaquette, gemaakt door de beeldhouwster Roelie Woudwijk.

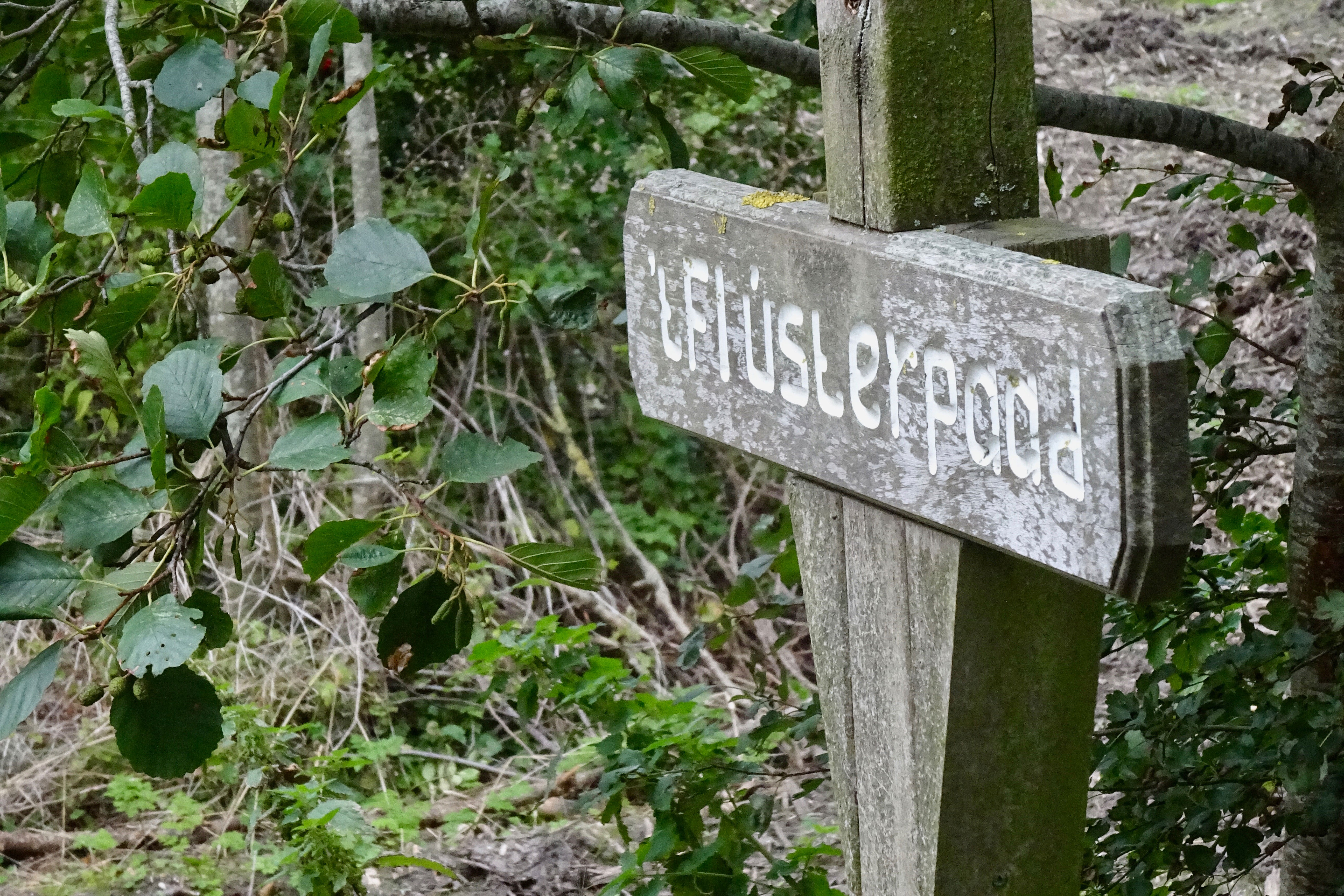
't Flusterpaed door het Dorpsbos
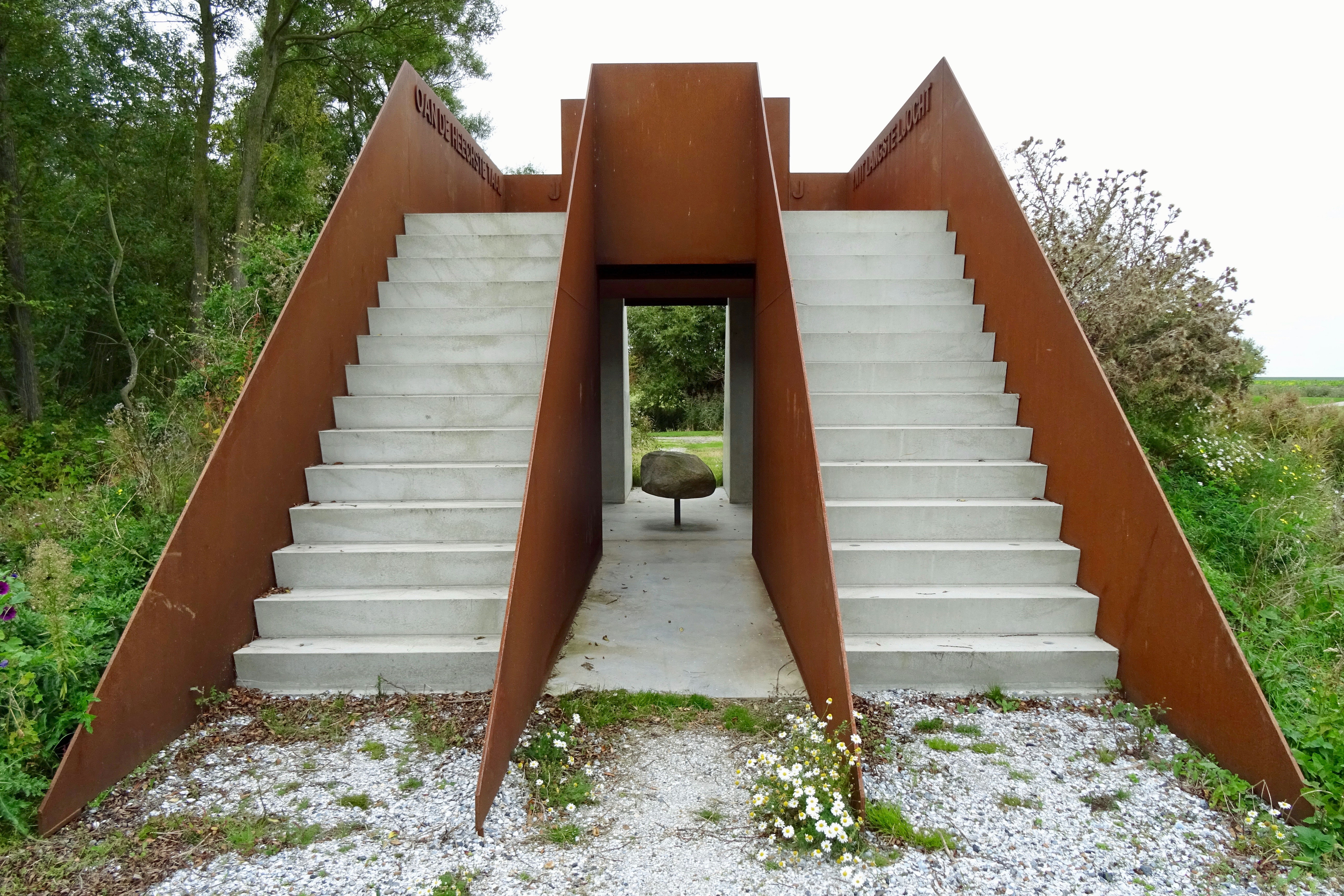
Uitkijktoren bij het dorpsbos
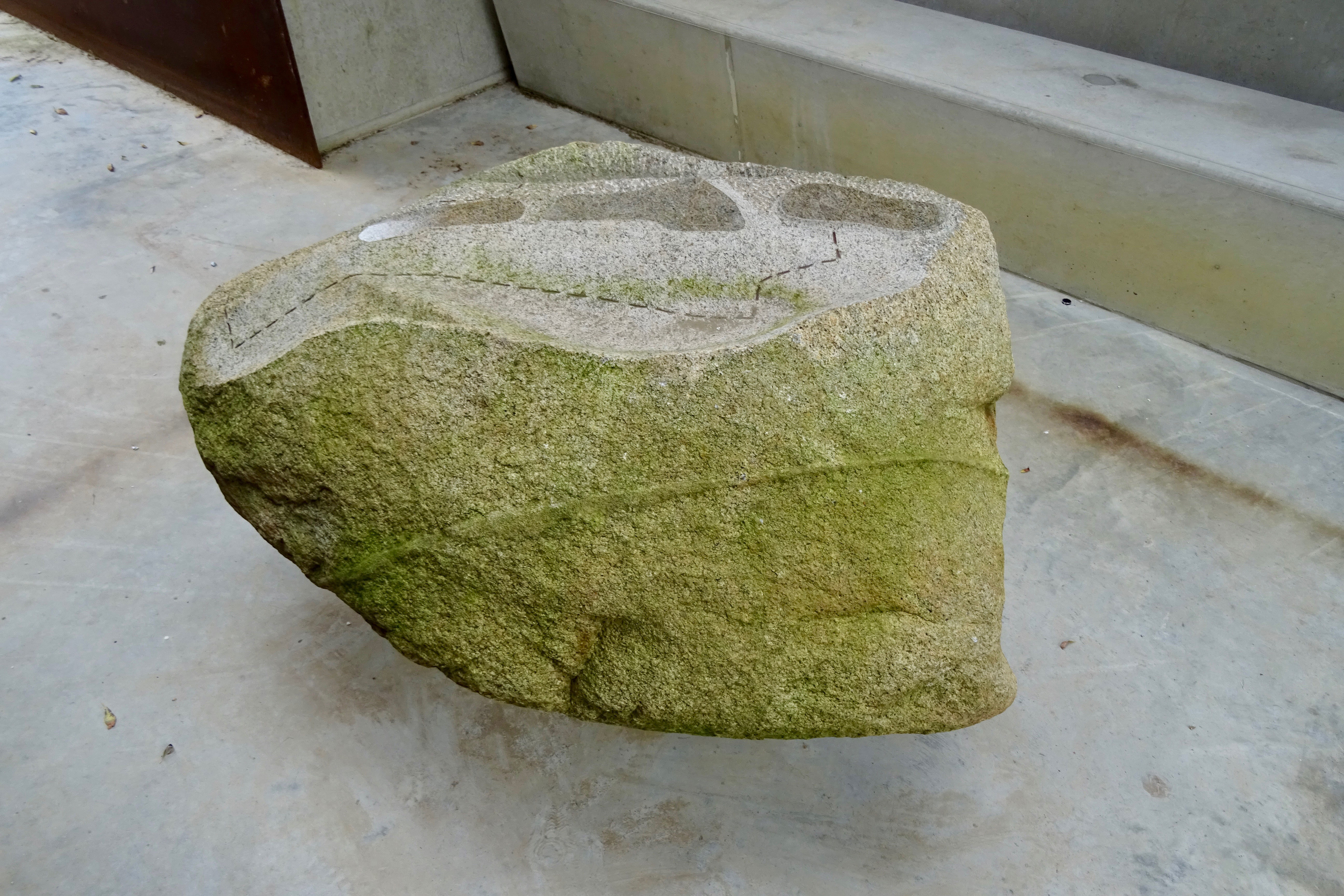
reliëfmaquette